# LRA11 Radio Nacional Comodoro Rivadavia
LRA 11 Radio Nacional Comodoro Rivadavia, o simplemente Radio Nacional, es una radio argentina que transmite en 670 kHz por AM y 94.7 MHz por FM (LRA311), desde la ciudad de Comodoro Rivadavia, Provincia del Chubut. Algunos equipos para la transmisión se encuentran en el Cerro Chenque.  
La estación radial inició sus transmisiones regulares el día 13 de diciembre de 1961. La ciudad, además posee otra radio de propiedad estatal: LU4 Radio Patagonia Argentina.
Radio Nacional Comodoro Rivadavia transmite parte de la programación de LRA1 Radio Nacional Buenos Aires (Cabecera de LRA Radio Nacional), completando con programas propios de ellos. Su área de radiodifución es la Cuenca del Golfo San Jorge, conformada por los departamentos Escalante, Sarmiento (en el sur de la provincia del Chubut) y Deseado (en el norte de la provincia de Santa Cruz).

## Historia
Hacia septiembre de 1961, se hace una presentación ante la Secretaría de Comunicaciones de la Nación para que se ponga en marcha la instalación de una Filial de Radio Nacional en Comodoro Rivadavia instalando los equipos que estaban depositados en el Correo local. Esta es aceptada y se arma el equipo transmisor de 5 kW, mientras que, por su parte, la antena transmisora ya estaba emplazada desde 1956 bajo el Plan Fundamental de Comunicaciones.
Se inaugura oficialmente el 13 de diciembre de 1961 (Día del Petróleo), con la presencia de autoridades nacionales, provinciales y municipales. La programación que fue de 12 a 24 horas en 900 kHz e incluyó programas de música nativa realizados en la cabecera en Buenos Aires y de origen propio. En esos momentos, LRA 11 transmitía solo nueve horas diarias y en forma interrumpida, cuatro horas por la mañana de 10 a 14 horas y cinco de noche, de 19 a 24 horas. La programación propia se basaba en la selección musical que realizaba el mismo personal operativo.
En 1982, durante la guerra de las Malvinas, la emisora fue un nexo de comunicaciones importante con el resto de las filiales de la región y se realizó programación especial dirigida a los soldados que se encontraban en los asentamientos de la Patagonia y en especial a los que estaban combatiendo en territorio malvinense.